# Уит, Кен
Кен Уит (англ. Ken Wheat; род. 1950) — американский сценарист, продюсер и кинорежиссёр
. Сценарист фильма «Чёрная дыра», совместно с братом Джимом Уитом, с которым он работал на многих проектах, чаще всего в жанрах научной фантастики и ужасов.

## Карьера
Их дебютный с братом совместный кинопроект назывался «Немой крик», был срежиссирован Дэнни Харрисом и вышел на экраны в 1979 году. Уиты выступили не только сценаристами, но и продюсерами картины. Это был третий сценарий, написанный Кеном и Джимом, но первый, получивший свою экранизацию.
По словам самого Кена, получив режиссёрский опыт в проекте 1983 года «Ложь» о молодой актрисе в гуще криминальных событий, они с братом стали искать работу на телевидении, в это же время у Джорджа Лукаса оставалось огромное количество декораций и реквизита от съёмок «Звездных войн», и одновременно пришло понимание, что с использованием частичного затемнения можно многократно переиспользовать одну и ту же декорацию. Тогда Лукас решил выяснить, насколько экономно можно снять фильм из этой серии, и Кен с Джимом как нельзя кстати попались ему на глаза. Они сняли часовой фильм о битве за Эндор, после чего им было предложено доснять час экранного времени, что втрое увеличивало лицензионные сборы картины, но в итоге привело к некоторой дробности, рассыпанию фильм на отдельные эпизоды.
В 2001 году номинировался на Премию Брэма Стокера вместе с Джимом и Дэвидом Туи, но победа в итоге досталась Стивену Кацу за сценарий к фильму «Тень вампира».

## Избранная фильмография
- Немой крик / The Silent Scream (1979) — сценарист
- После полуночи / After Midnight (1989) — сценарист, режиссёр, продюсер
- Эвоки. Битва за Эндор / Ewoks: The Battle for Endor (1985) (ТВ) — сценарист, режиссёр
- Кошмар на улице Вязов 4: Повелитель сна / A Nightmare on Elm Street 4: The Dream Master (1988) (под именем Скотт Пирс) — сценарист[4]
- Муха 2 / The Fly II (1989) — сценарист
- Птицы 2: Край земли / The Birds II: Land’s End (1994) (ТВ) — сценарист
- Степфордские мужья / The Stepford Husbands (1996) (ТВ) — сценарист
- Чёрная дыра / Pitch Black (2000) — сценарист
- Хроники Риддика / The Chronicles of Riddick (2004) — персонажи
- Хроники Риддика: Тёмная ярость / The Chronicles of Riddck: Dark Fury (2004) — персонажи
- Риддик / Riddick (2013) — персонажи